# Veronika Hesse
Veronika Hesse, nata Veronika Schmidt (Harzgerode, 24 agosto 1952) è un'ex fondista tedesca.

## Carriera
In carriera vanta la più prestigiosa medaglia alle Olimpiadi di Lake Placid 1980, quando contribuì a vincere la staffetta 4x 5 km.

## Palmarès

### Olimpiadi
- 2 medaglie:
  - 1 oro (staffetta a Innsbruck 1976).
  - 1 bronzo (staffetta a Innsbruck 1976).

### Mondiali
- 3 medaglie:
  - 1 oro (Falun 1980 nella 20 km).
  - 1 argento (staffetta a Falun 1976).
  - 1 bronzo (staffetta a Oslo 1982).